# Bess Truman
Elizabeth "Bess" Virginia Truman (nascida Wallace; Independence, Missouri, 13 de fevereiro de 1885 — Independence, 18 de outubro de 1982) foi uma política americana. Foi primeira-dama,segunda-dama e esposa de Harry S. Truman, o 34.° Vice-presidente dos Estados Unidos e também, o 33.° presidente dos Estados Unidos.
Detém atualmente,o recorde de primeira-dama e segunda-dama mais longeva dos EUA,com 97 anos e 247 dias de idade.